# سبورتينغ الدار البيضاء
سبورتينغ الدار البيضاء هو نادي كرة قدم نسائي مغربي يلعب في البطولة المغربية الدرجة الأولى، يقع مقر النادي في مدينة الدار البيضاء، ويستضيف مبارياته على ملعب با محمد في منطقة سباتة، تأسس النادي في عام 2019، تمكن الفريق موسم 2022-23 من الوصول إلى نهائي كأس العرش واحتلال المركز الثاني في البطولة المغربية وفي دوري أبطال إفريقيا لأول مرة في تاريخه.

## تاريخ النادي
تأسس نادي سبورتينغ الدار البيضاء سنة 2019. وفي غضون عامين، صعد النادي إلى البطولة المغربية للسيدات، واحتل المركز الثالث في موسمه الأول عام 2021-22.
في سنة 2023، وصل النادي إلى نهائي كأس العرش لأول مرة في تاريخه، بعد إقصاء جمعية الفداء (4-1)، ثم في ربع النهائي الوداد (4-2) ثم النادي البلدي العيون في نصف النهائي (3-0). وفي النهائي تعثر أمام حامل اللقب الجيش الملكي بنتيجة (5-0). وفي الدوري المغربي تمكن الفريق من احتلال المركز الثاني في البطولة برصيد 17 انتصارا في 26 جولة والتأهل لبطولة شمال إفريقيا للأندية، واحتلت هدافة الفريق شيماء مرتجي ثاني هدافي الدوري برصيد (21 هدفا).
استطاع النادي الوصول لدوري أبطال أفريقيا للسيدات عام 2023 لأول مرة في تاريخه حينما فاز ببطولة شمال إفريقيا للأندية بعد تصدره المجموعة بالعلامة الكاملة، ليصبح ثاني فريق مغربي يشارك في البطولة بعد نادي الجيش الملكي.
وفي أول مشاركة لهم استطاع النادي الوصول إلى نهائي دوري أبطال أفريقيا للسيدات عام 2023، وأصبحن ثاني نادي مغربي يصل للنهائي بعد نادي الجيش الملكي ، بعد فوزهم في نصف نهائي على نادي داركوا الغاني، وفي النهائي حصلن على مركز الوصافة.

## المباريات
| مفتاح النتيجة : = فوز = تعادل = خسارة |

| البطولة            | القسم         | التاريخ     | النتيجة | الخصم                  |
| 2022               | 2022          | 2022        | 2022    | 2022                   |
| ------------------ | ------------- | ----------- | ------- | ---------------------- |
| البطولة المغربية   | الدرجة الأولى | 16 - أكتوبر | 0 – 5   | إتحاد آسا الزاك        |
| البطولة المغربية   | الدرجة الأولى | 23 - أكتوبر | 0 – 1   | جوهرة نجم العرائش      |
| البطولة المغربية   | الدرجة الأولى | 29 - أكتوبر | 0 – 4   | أمجاد تارودانت         |
| البطولة المغربية   | الدرجة الأولى | 5 - نوفمبر  | 0 – 0   | الوداد البيضاوي        |
| البطولة المغربية   | الدرجة الأولى | 19 - نوفمبر | 2 – 2   | رجاء عين حرودة         |
| البطولة المغربية   | الدرجة الأولى | 26 - نوفمبر | 4 – 0   | الجيش الملكي           |
| البطولة المغربية   | الدرجة الأولى | 4 - ديسمبر  | 2 – 1   | النادي البلدي للعيون   |
| البطولة المغربية   | الدرجة الأولى | 24 - ديسمبر | 0 – 0   | شباب المحمدية          |
| 2023               |               |             |         |                        |
| البطولة المغربية   | الدرجة الأولى | 1 - يناير   | 1 – 2   | رجاء آيت أيعزة         |
| البطولة المغربية   | الدرجة الأولى | 8 - يناير   | 1 – 2   | جمعية التضامن عين عتيق |
| البطولة المغربية   | الدرجة الأولى | 14 - يناير  | 1 – 2   | الفتح الرياضي          |
| البطولة المغربية   | الدرجة الأولى | 21 - يناير  | 1 – 4   | إتحاد طنجة             |
| البطولة المغربية   | الدرجة الأولى | 29 - يناير  | 1 – 5   | الرجاء البيضاوي        |
| البطولة المغربية   | الدرجة الأولى | 4 - فبراير  | 1 – 0   | إتحاد آسا الزاك        |
| البطولة المغربية   | الدرجة الأولى | 11 - فبراير | 1 – 0   | جوهرة نجم العرائش      |
| البطولة المغربية   | الدرجة الأولى | 26 - فبراير | 0 – 2   | أمجاد تارودانت         |
| البطولة المغربية   | الدرجة الأولى | 5 - مارس    | 1 – 1   | الوداد البيضاوي        |
| البطولة المغربية   | الدرجة الأولى | 18 - مارس   | 3 – 3   | رجاء عين حرودة         |
| البطولة المغربية   | الدرجة الأولى | 27 - مارس   | 0 – 2   | الجيش الملكي           |
| البطولة المغربية   | الدرجة الأولى | 15 - أبريل  | 0 – 0   | شباب المحمدية          |
| البطولة المغربية   | الدرجة الأولى | 19 - أبريل  | 0 – 2   | النادي البلدي للعيون   |
| كأس العرش          | الدرجة الأولى | 26 - أبريل  | 1 – 7   | الرجاء البيضاوي        |
| البطولة المغربية   | الدرجة الأولى | 30 - أبريل  | 1 – 4   | رجاء آيت أيعزة         |
| كأس العرش          | الدرجة الأولى | 3 - مايو    | 3 – 1   | الوداد البيضاوي        |
| بطولة شمال إفريقيا | الدرجة الأولى | 24 - غشت    | 3 – 4   | آفاق غليزان            |
| بطولة شمال إفريقيا | الدرجة الأولى | 27 - غشت    | 1 – 3   | الجمعية النسائية بسوسة |
| بطولة شمال إفريقيا | الدرجة الأولى | 30 - غشت    | 1 – 6   | وادي دجلة              |

## إنجازات النادي
|  | البطولات                 | الألقاب | السنوات | الوصافة    |
|  | ------------------------ | ------- | ------- | ---------- |
|  | البطولة الوطنية المغربية | -       | -       | 2023، 2024 |
|  | كأس العرش                | -       | -       | 2021       |
|  | دوري أبطال أفريقيا       | -       | -       | 2023       |

- بطولة شمال إفريقيا:
  - بطل: 2023[5]
- بطولة الدار البيضاء الكبرى:
  - بطل: 2020[6]
- البطولة الوطنية المغربية الدرجة الثانية:
  - بطل: 2021[7]

## روابط خارجية
- الموقع الرسمي للاتحاد الملكي المغربي لكرة القدم